# Olivier Vidal
Ne doit pas être confondu avec Olivier Ayache-Vidal.
Pour les articles homonymes, voir Vidal.
Olivier Vidal est un réalisateur français né le 15 décembre 1978 à Villeneuve-Saint-Georges dans le Val-de-Marne.
Actif dans les domaines professionnel et associatif, il met un terme à l’ensemble de ses activités à la suite de plusieurs plaintes pour viol, agression sexuelle et corruption, tous commis sur mineurs. Il est condamné pour ces faits en 2025.

## Biographie

### Enfance (1978-1996)
Il est le fils unique d'une mère au foyer, de confession évangélique. Olivier Vidal est atteint du syndrome de Gilles de La Tourette.
Il commence la musique à l’âge de 5 ans : pianiste, saxophoniste et flûtiste, diplômé du Conservatoire à rayonnement régional de Saint-Maur-des-Fossés.
À 15 ans, il rencontre Patrick Grandperret et Josée Dayan qui concrétisent sa passion pour le cinéma.

### Premières expériences cinématographiques (1996–2010)
Vers les années 2000, Olivier Vidal se convertit au judaïsme et fréquente une synagogue dans l'Essonne. Dans les années qui suivent, il réalise ses premiers courts-métrages, ainsi que son premier long-métrage — qui ne sortira pas en salle.
En 2010, il est jugé pour atteinte sexuelle sur mineur.

### Installation à Montpellier (2010-2020)
En 2010, il crée la structure So Films Indépendants, destinée à la production indépendante de courts métrages réalisés par des adolescents. Certains de ces films reçoivent le label SCF (Short Films Corner).
En 2013, il coréalise Hasta Mañana avec Sébastien Maggiani. Ce dernier, alors âgé de 18 ans à la sortie du film, est présenté comme le plus jeune réalisateur français,. La même année il commence à organiser des stages de cinéma, parrainée par Alain Depardieu à la MJC de Léguevin en Haute-Garonne,. Plusieurs autres stages de cinéma sont organisés notamment à la MJC de Kerfeunteun à Quimper en Bretagne et à la MJC de La Souterraine dans la Creuse,.
Autour de 2014, il s'investit dans l'Église protestante-évangélique de Richter à Montpellier, où il participe à l'organisation des fêtes de fin d'année et contribue à la tournée européenne de l'évangéliste américain Nicky Cruz (en),.
Autour de 2015, il anime des ateliers cinéma à la MJC de Castelnau-le-Lez via l’association So Films Indépendants. Destinés à des jeunes âgés de onze à dix-huit ans, ces ateliers permettent aux participants d’écrire en un an un scénario de court métrage, puis de le tourner de manière professionnelle avec des acteurs reconnus.
En 2016, il devient copropriétaire de la société Fratel Films avec l'acteur Kacey Mottet-Klein et les réalisateurs Sébastien Maggiani et Rashed Mdini,. Il distribue en France plusieurs films, dont le film russe, 14 ans, premier amour en 2017.
En 2020, il quitte Montpellier pour s’installer en Alsace, à la suite des premières dénonciations le visant pour viols et agressions sexuelles dans la région.

## Vie personnelle
Il exerce plusieurs activités, notamment une activité associative avec l'association So Films, une activité de production et de distribution de films avec Fratel Films, et il a également créé une société de food trucks.

## Affaires judiciaires

### Atteinte sexuelle sur mineur (2010)
Le 15 mars 2010, Olivier Vidal est condamné à dix mois d’emprisonnement avec sursis, assortis d’une mise à l’épreuve de deux ans, pour atteinte sexuelle sur mineur commise entre 2003 et 2004.

### Procès pour viols, agressions sexuelles et corruption de mineurs (2025)

#### Arrestation
En juin 2022, Olivier Vidal est arrêté à son domicile en Alsace. Il se trouve en possession de jetons d’auto-tamponneuse et du bulletin scolaire d’un élève de 5ᵉ. Jusqu'au procès en 2025 il est placé en détention provisoire.

#### Contexte et faits reprochés
Le procès s'ouvre le 8 avril 2025, Olivier Vidal est jugé devant la cour criminelle de l’Hérault pour des faits présumés de viols aggravés sur trois jeunes garçons, d’agressions sexuelles sur cinq, et de corruption de mineurs concernant douze plaignants. Les faits s’étalent de 2001 à 2021, à Montpellier et à Paris. Durant ces années, Olivier Vidal participe à des ateliers cinéma avec des adolescents, intervient dans des colonies de vacances, et s’introduit dans des familles juives puis protestantes et évangélistes, ainsi que dans l’entourage de jeunes passionnés de cinéma,,,,,.

#### Débat
L’une des principales questions du procès d’Olivier Vidal a été de déterminer si les faits relevaient de l’« atteinte sexuelle » ou du « viol », deux qualifications juridiques aux peines très différentes. L’atteinte sexuelle, sans violence ni contrainte, est un délit puni jusqu’à 7 ans de prison. Le viol, impliquant une contrainte ou une emprise, est un crime passible de 15 à 20 ans de réclusion, voire plus en cas de circonstances aggravantes.
Lors de l’audience, Vidal a reconnu tous les faits, mais a nié avoir exercé une emprise sur les mineurs, utilisant la même défense que celle avancée en 2010, affirmant qu’il s’agissait pour lui de véritables histoires d’amour.
Au cours du procès, la défense a tenté de minimiser la gravité des actes en les qualifiant d'atteintes sexuelles plutôt que de viols, arguant notamment de l'absence de violence physique ou de contrainte explicite. Elle rappelle que le consentement n’est pas inscrit dans le droit, que « des jurisprudences incertaines » se sont succédé. La défense finit par « Vous allez devoir décider s’il doit être condamné à une peine presque similaire à celle de M. Pelicot ».
L'accusation a soutenu que l'emprise psychologique exercée par Vidal sur ses jeunes victimes, souvent dans le cadre d'activités artistiques ou religieuses, constituait une forme de contrainte morale suffisante pour qualifier les actes de viols.
L'avocate générale requiert une peine lourde : 18 ans d’enfermement, dix de plus de suivi sociojudiciaire avec six ans de plus à purger, en cas d’écart de conduite.

#### Verdict
Le 11 avril 2025, après quatre jours de procès, la cour condamne Olivier Vidal à 16 ans de réclusion criminelle, assortis de 7 ans de suivi sociojudiciaire. En cas de manquement à ses obligations ou d’écart de conduite, une peine supplémentaire de 5 ans pourrait être appliquée. De plus, une interdiction définitive d'exercer toute activité en lien avec des mineurs, qu'elle soit professionnelle ou bénévole, est prononcée.
Aucune des parties n'a fait appel.[réf. nécessaire]

## Filmographie
Courts métrages
- 2006 : Poésie del amor
- 2007 : Tierce Mineure
- 2010 : Le Portrait (coréalisateur)
- 2014 : Le vent des regrets (coréalisateur)

Longs métrages
- 2002 : Au loin... l'horizon
- 2013 : Hasta mañana (coréalisateur)

Acteur
- 1996 : Julie Lescaut (TV), épisode 1 saison 6, Le secret des origines de Josée Dayan : Romain
- 2023 : Les Trois Mousquetaires : D'Artagnan : Cavalier